# 초콜릿 (타밀어 드라마)
《초콜릿》(타밀어: சாக்லேட், 영어: Chocolate)는 2019년 12월 16일부터 방송 중인 Sun TV 타밀어 텔레비전 드라마이다.